# Climatius
 (janvier 2018).
Si vous disposez d'ouvrages ou d'articles de référence ou si vous connaissez des sites web de qualité traitant du thème abordé ici, merci de compléter l'article en donnant les références utiles à sa vérifiabilité et en les liant à la section « Notes et références ».
Genre
Climatius (« poisson incliné) » est un genre éteint de requins épineux. Ses fossiles ont été trouvés en Europe et en Amérique du Nord dans le Dévonien inférieur.
Il a été décrit en 1845 par le zoologiste suisse Louis Agassiz.

## Description
Climatius était un nageur actif à en juger par sa puissante nageoire caudale et ses nageoires stabilisatrices abondantes, et il se nourrissait probablement d'autres poissons et crustacés. Sa mâchoire inférieure était garnie de dents acérées qui étaient remplacées quand elles étaient usées, tandis que sa mâchoire supérieure ne portait pas de dents.